# Vovkoșiv, Hoșcea
Vovkoșiv (în ucraineană Вовкошів) este un sat în comuna Lîpkî din raionul Hoșcea, regiunea Rivne, Ucraina.

## Demografie
Componența lingvistică a localității Vovkoșiv
     Ucraineană (99,76%)
     Alte limbi (0,24%)
Conform recensământului din 2001, majoritatea populației localității Vovkoșiv era vorbitoare de ucraineană (99,76%), existând în minoritate și vorbitori de alte limbi.